# Castelul Martinuzzi

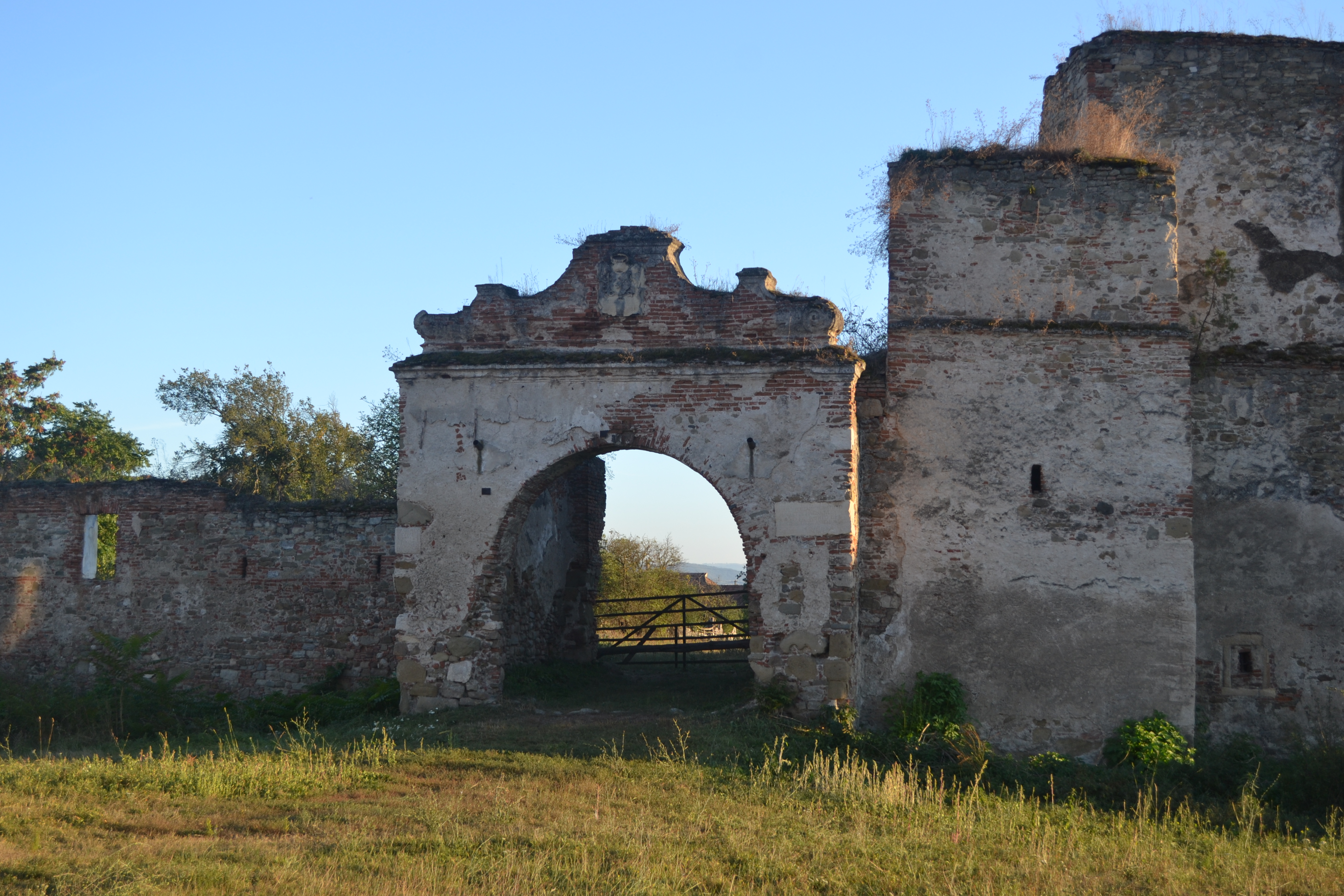
Castelul Martinuzzi

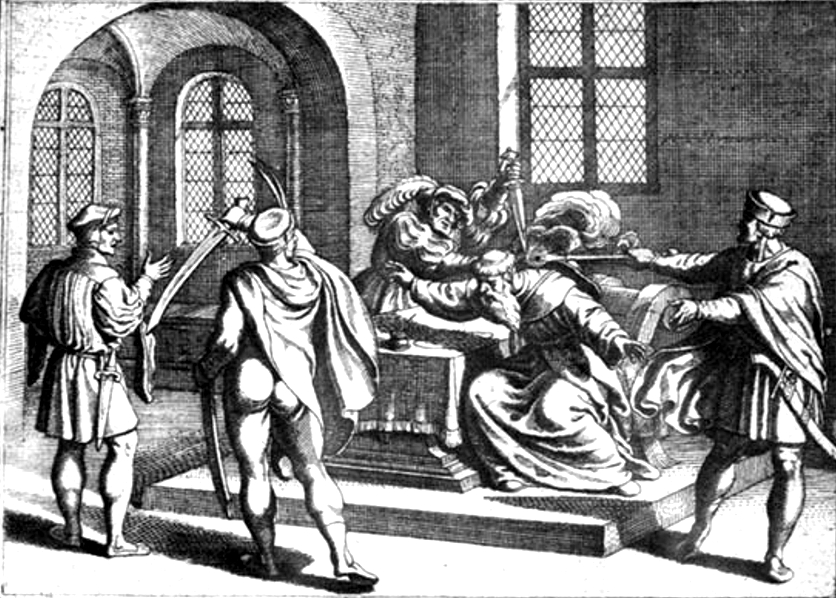
Asasinarea lui George Martinuzzi de către mercenari conduși de generalul Castaldo, 1551

Castelul Martinuzzi a fost un castel medieval din Transilvania, ale cărui ruine se află în Vințu de Jos, județul Alba. Din anul 2010 este clasat ca monument istoric, cu codul  AB-II-m-B-00394.

## Istorie
Castelul a fost construit pe temeliile unei mănăstiri catolice înființate în jurul anului 1300. Mănăstirea respectivă, singura mănăstire dominicană din Transilvania ridicată în afara unui oraș, funcționa din plin în anul 1361. Viața monahală a fost afectată de incursiunea otomană din 1438. Refacerea mănăstirii s-a realizat anevoios, cu sprijin papal. La începutul secolului al XVI-lea obștea monahală era restrânsă, în contextul reformei protestante. Ultimul călugăr a fost alungat în 1534 de nobilul Nicolae Kozar, care a transformat mănăstirea în castel.
Între 1546-1551 edificiul a fost consolidat și extins în stil renascentist de către Gheorghe Martinuzzi, guvernator al Transilvaniei, episcop de Oradea și cardinal.
Clădirea avea un singur nivel, apărat de o incintă înconjurată de ziduri din piatră, cu intrarea dinspre nord-est și pod mobil. O serie de ancadramente renascentiste sunt atribuite arhitectului Domenico de Bologna. Alte fortificații includeau o palisadă dublă, pe laturile de est și sud, precum și valuri de pământ și șanțuri umplute cu apă captată din râul Mureș.
După moartea lui Martinuzzi domeniul a fost preluat de generalul Giovanni Battista Castaldo, iar ulterior de reprezentanți ai principelui Andrei Báthory. Între 1575-1578 castelul este condus de Ștefan Báthory și Cristofor Báthory, iar după 1578, castelul intră în posesia Margaretei Mailath.
În 1614 proprietatea a trecut în posesia principelui Gabriel Bethlen, care a comandat ample acțiuni de consolidare. Planurile arhitecturale au fost elaborate de Giacomo Resti, membru notabil al unui grupu important de arhitecti din nordul Italiei. Castelul Martinuzzi a fost prima lucrare majoră atribuită lui Resti, care l-a transformat într-o fortăreață monumentală, extinzând aripa originală și formând un hexagon regulat cu bastioane de apărare în colțuri. Acest tip de arhitectură, introdus pentru prima dată la Castelul Martinuzzi, a devenit ulterior popular în întreaga Transilvanie. O inscripție fragmentară din 1617, în latină, a supraviețuit încastrată în edificiul porții, cu următorul text: „Gabriel Bethlen, din mila lui Dumnezeu, principe al Transilvaniei, a ridicat pe propria sa cheltuială această poartă cu întregul zid în anul Domnului 1617, pe vremea birăului Akosi Gaspar”.
Între anii 1658-1661 edificiul a suferit în urma atacurilor turco-tătare.
În 1715 castelul a trecut în proprietatea Episcopiei Romano-Catolice din Transilvania, funcționând ca reședință de vară pentru episcopi. În 1792, în timp ce era ocupat de Ignațiu Batthyány, reședința episcopală a castelului a fost afectată de un incendiu, fiind ulterior reparată.
Imobilul a fost naționalizat în timpul perioadei comuniste și folosit drept magazie, depozit de cereale, depozit de mobilă și ca fabrică de prelucrare a cărnii. Latura de nord a edificiului s-a prăbușit în 1981.
În cursul cercetărilor arheologice efectuate în curtea castelului au fost descoperit pietre funerare legate probabil de mănăstirea dominicană care a funcționat aici. În anii 1991-1999 a fost determinată arheologic biserica mănăstirii, existentă pe axa est-vest a castelului, cu o lungime de 47 de metri. Corul bisericii era poligonal. Nava era boltită, cu o rețea de ogive gotice, sprijinite pe stâlpi adosați și console. Au fost recuperate două chei de boltă, lucrate de meșteri diferiți, reprezentând simboluri ale evangheliștilor. 
Materialul arheologic descoperit a inclus sistemul de încălzire după principiul hypocaustului antic, urme de sobe decorate cu scene religioase, precum și un atelier de metalurgie neferoasă aflat în exploatarea călugărilor. 

### Prizonieri și evenimente notabile
În noaptea dintre 16 și 17 decembrie 1551 Martinuzzi a fost asasinat în interiorul castelului de către mercenari imperiali conduși de generalul Giovanni Battista Castaldo.
La 9 mai 1595 domnitorul moldovean Aron Vodă a fost închis, alături de familia sa, în castel, și ulterior otrăvit. Acesta fusese transportat sub pază militară de la Iași la Alba Iulia și ulterior la castelul din Vințu de Jos.
În 1601 arhitecții italieni Simone și Fulvio Genga au fost asasinați în temnița castelului de generalul Giorgio Basta, acuzați că s-ar fi implicat în afacerile politice ale Principatului Transilvaniei în timpul lui Mihai Viteazul.
În 1680 mitropolitul Sava Brancovici a fost închis în temnița castelului, din ordinul principelui Mihai Apafi I.

## Mitologie
Tradiția orală susține că Martinuzzi ar fi fost asasinat de Castaldo pentru recuperarea unui tezaur de monede antice, pe care cardinalul l-ar fi preluat de la un grup de pescari care l-au descoperit din întâmplare la rădăcina unui copac pe râul Strei, în apropierea localității Sîntămărie-Orlea.
Legende locale contemporane afirmă că proprietatea, aflată sub pericol de prăbușire, ar fi bântuită, sau că ar adăposti tezaure secrete.